# Звёзды типа SU Большой Медведицы
Переменные звёзды типа SU Большой Медведицы (UGSU)  — один из трех подклассов карликовых новых звёзд, названный в честь прототипа SU Большой Медведицы.
Помимо характерных для карликовых новых так называемых нормальных вспышек (роста на 2-6m на 1-3 дня), такие звёзды характеризуются наличием так называемых сверхвспышек (superoutbursts). Они ярче нормальных на 1-2m (то есть примерно в 5 раз), длятся 10-18 дней и наступают в 3-10 раз реже нормальных. Нарастание блеска при сверхвспышке неотличимо от нормальной, однако на максимумах на кривой блеска наблюдаются накладывающиеся на неё периодические колебания — супергорбы (superhumps) с периодом, близким к орбитальному, и амплитудами около 0,2-0,3m. Они появляются примерно через день после начала сверхвспышки, а по её завершении их амплитуда уменьшается; они дают до 30% вклада в общий поток излучения. Особенность супергорбов в том, что период флуктуаций от 2 до 3% больше, чем период обращения системы, так что, наблюдая супергорбы, можно определить величину орбитального периода. Как правило, они имеют продолжительность менее двух часов.
Спектральный класс спутников — dM.

## Теория
Модель тепловой неустойчивости успешно объясняет большинство явлений, наблюдаемых у карликовых новых, за исключением сверхвспышек у звезд подтипа UGSU. Этот феномен объясняет выдвинутая в 1980-е годы модель приливно неустойчивого аккреционного диска. Для наступления этого вида неустойчивости необходимо, чтобы масса холодной звезды в системе не превышала одной четверти массы белого карлика. Обычные вспышки звезд типа UGSU недостаточно эффективно удаляют из диска перетекающее в него вещество, в результате нарастают масса, радиус и момент количества движения диска. Когда наступают условия приливной нестабильности, сначала тепловая нестабильность "запускает" обычную вспышку, при этом радиус диска увеличивается скачком, и "включается" резонанс 3:1 между периодом обращения пробной частицы в диске и периодом обращения вторичного компонента двойной системы. Под влиянием приливных сил диск принимает вытянутую форму (эксцентрический диск). Он медленно прецессирует в орбитальной системе отсчета, причем направление прецессии, как правило, совпадает с направлением орбитального движения в системе. Каждый раз, когда вторичный компонент в своем орбитальном движении проходит вблизи наиболее удаленной от белого карлика части эксцентрического диска, действие приливных сил несколько увеличивается, что приводит к небольшому увеличению темпа аккреции (поярчанию). Так образуются сверхгорбы. Их период определяется соотношением 
{\displaystyle {\frac {1}{P_{sh}}}={\frac {1}{P_{orb}}}-{\frac {1}{P_{prec}}}}
где {\displaystyle P_{sh}} — период сверхгорбов, {\displaystyle P_{orb}} — орбитальный период, {\displaystyle P_{prec}} — период прецессии.
Во время сверхвспышки вещество интенсивно выпадает на белый карлик, масса диска уменьшается. После окончания сверхвспышки диск вновь оказывается холодным и круговым. Предполагается, что во время обычной вспышки на белый карлик выпадает меньше вещества, чем поступает в диск между вспышками, поэтому масса и размеры диска увеличиваются от вспышки к вспышке. Наконец, наступают условия приливной нестабильности и происходит сверхвспышка, во время которой вещество из диска эффективно удаляется на белый карлик, и диск становится сравнительно маленьким и маломассивным. Начинается накопление вещества к новой сверхвспышке.

## Классификация
Как правило, длина суперцикла - интервала от одной сверхвспышки до другой - для звёзд типа UGSU составляет несколько сотен дней. Однако некоторые системы имеют гораздо более короткий или длинный цикл, и на основании этого вне ОКПЗ из подтипа UGSU выделяют ещё два характерных подтипа.

### Звезды типа ER Большой Медведицы
Звезды типа ER Большой Медведицы (ER UMa) показывают частые сверхвспышки амплитудой вспышек до 3m, на которые приходится от трети до половины времени их жизни. В промежутках между ними, которые длятся от 19 до 50 дней, довольно часто — примерно раз в 4 дня — происходят нормальные вспышки.

### Звезды типаWZ Стрелы
Звезды типа WZ Стрелы (WZ Sge) не демонстрируют обычных вспышек, у наблюдаются только них раз в несколько лет и даже десятилетий сверхвспышки амплитудой до 6m-8m и продолжительностью до месяца.
Фактором, определяющим такую большую длину цикла звёзд типа WZ Sge является скорость перетекания вещества. Поскольку она очень мала — порядка 1012 кг/с — то требуются десятилетия для накопления достаточного объёма материала для сверхвспышки. Не до конца понятно, однако, почему в течение всего этого интервала так мало или совсем нет нормальных вспышек. Даже при низкой скорости массообмена материал должен накапливаться, дрейфуя во внутренний диск, и вызывать взрыв. Одно из предположений, почему этого не происходит, заключается в том, что вязкость диска очень мала, соответственно материал остаётся во внешнем диске, где он может гораздо больше накапливаться до вспышки. Проблема этой гипотезы в том, чтобы объяснить, в свою очередь, этот крайне низкий уровень вязкости. Другое возможное объяснение заключается в том, что существуют механизмы, препятствующие проникновению вещества во внутренний диск, например, основанный на взаимодействии вещества с магнитным полем белого карлика.

## Примеры
Примеры звёзд типа SU Большой Медведицы с видимой звёздной величиной до 10,0:
| Название       | Макс. блеск | Мин. блеск | Период (дн.) | Спектральный класс |
| -------------- | ----------- | ---------- | ------------ | ------------------ |
| WZ Стр         | 7           | 15,53      | 11900        | DAep(UG)           |
| VW Южной Гидры | 8,4         | 14,4       | 27,3         | pec(UG)            |
| EX Гидры       | 9,6         | 13,99      |              | pec(UG)            |
| WX Южной Гидры | 9,6         | 14,85      | 13,7         | pec(UG)            |
| CU Парусов     | 10          | 15,5       | 164,7        | pec(UG)            |